# Place Monge
Place Monge – stacja linii 7 metra w Paryżu, położona w 5. dzielnicy.

## Stacja
Stacja została otwarta w 1930 roku na linii 10. Posiada jednonawową halę peronową z dwoma peronami bocznymi. Odcinek ten został włączony do linii 7 w 1931 roku.
Nazwa stacji pochodzi od znajdującego się nad nią placu – Place Monge – upamiętniającego Gasparda Monge, francuskiego matematyka, jednego z organizatorów École Polytechnique.
Stacja posiada nietypowe wyjście, prowadzące na Rue de Navarre.

## Przesiadki
Stacja umożliwia przesiadki na autobusy dzienne RATP i nocne Noctilien.

## Otoczenie
W pobliżu stacji znajdują się:
- ogród botaniczny
- areny Lutecji, amfiteatr z I wieku n.e.
- Rue Mouffetard, ważna ulica handlowa

## Galeria

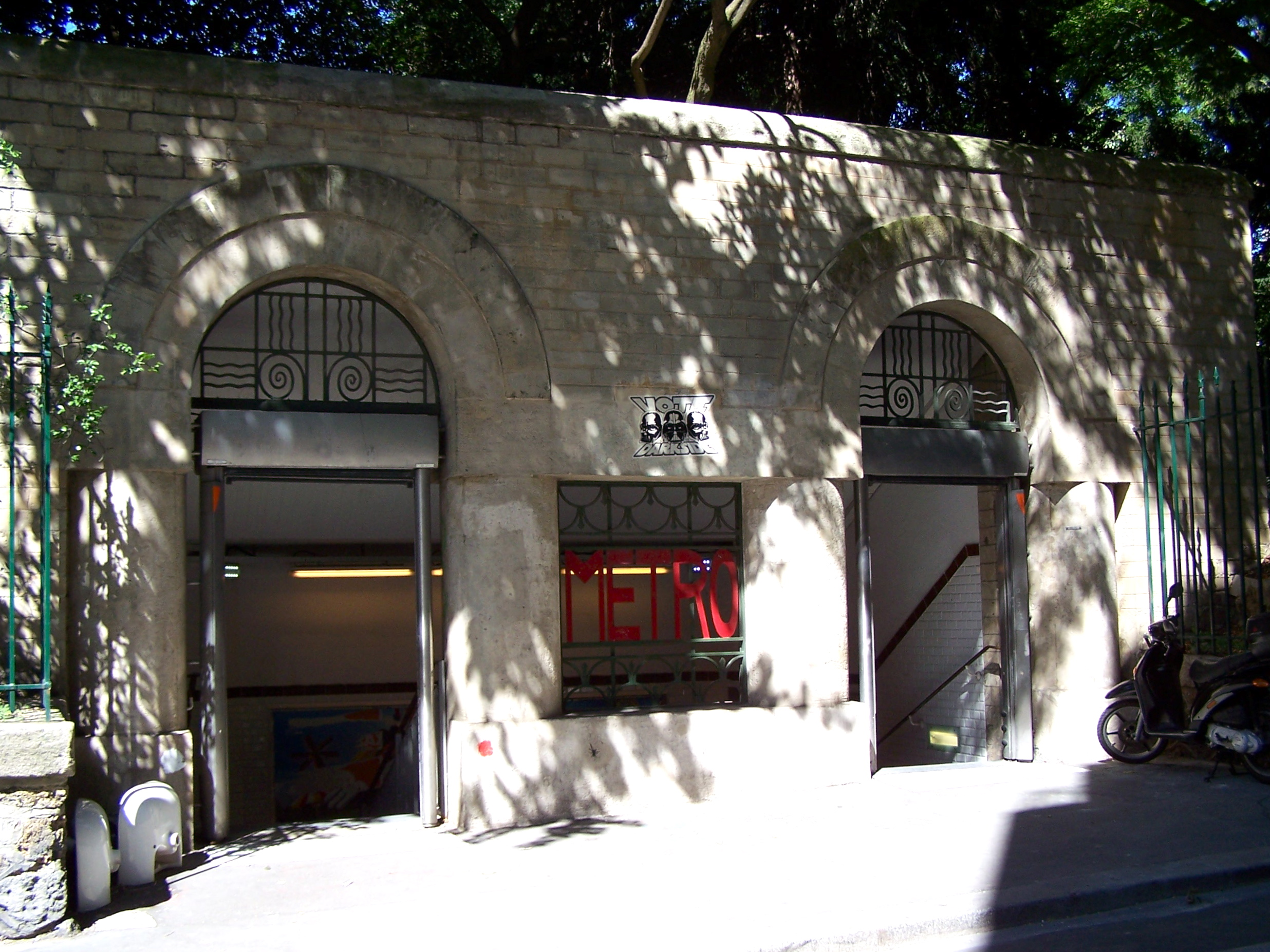
Nietypowe wyjście
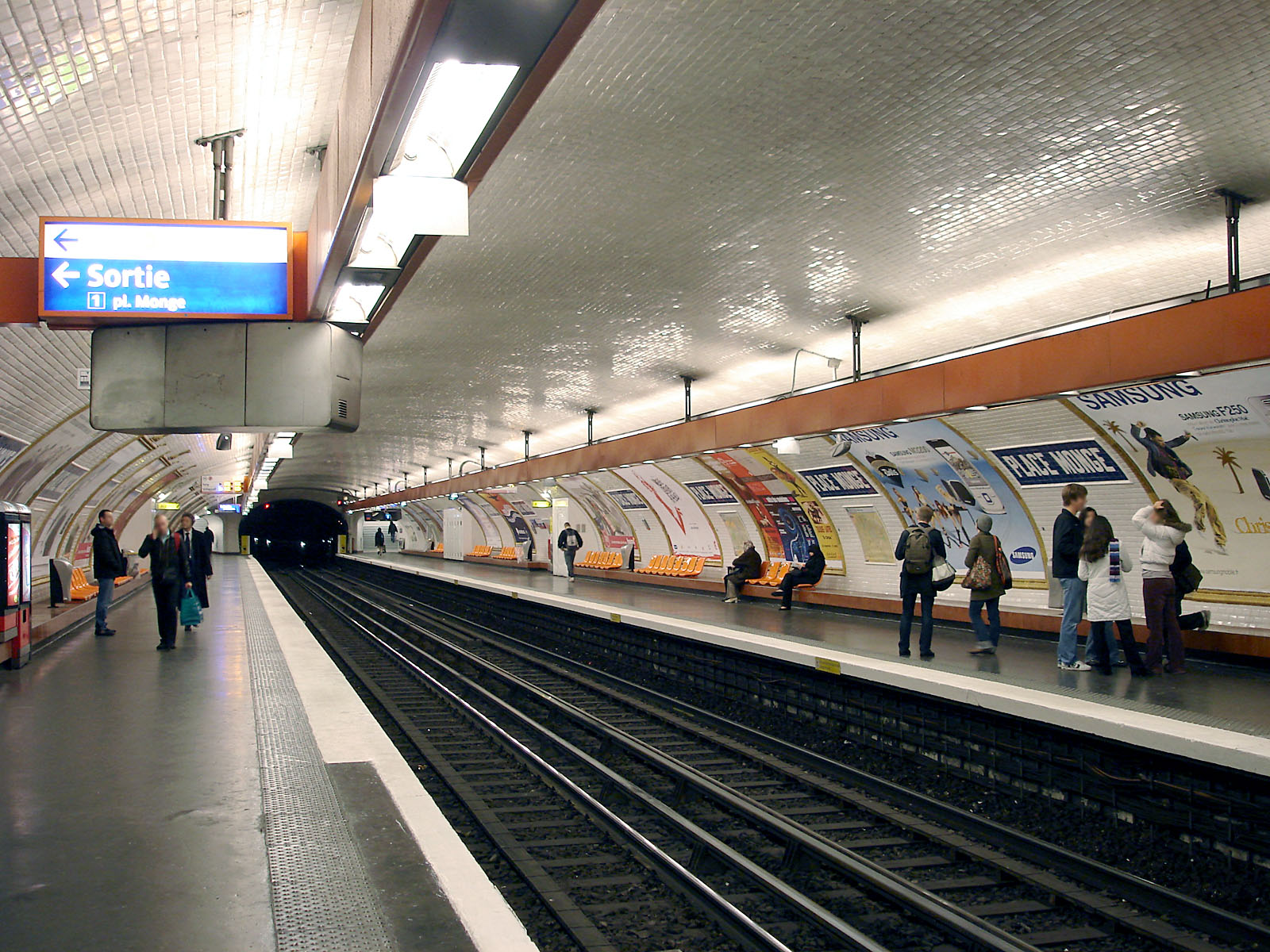
Perony, widok w kierunku północnym
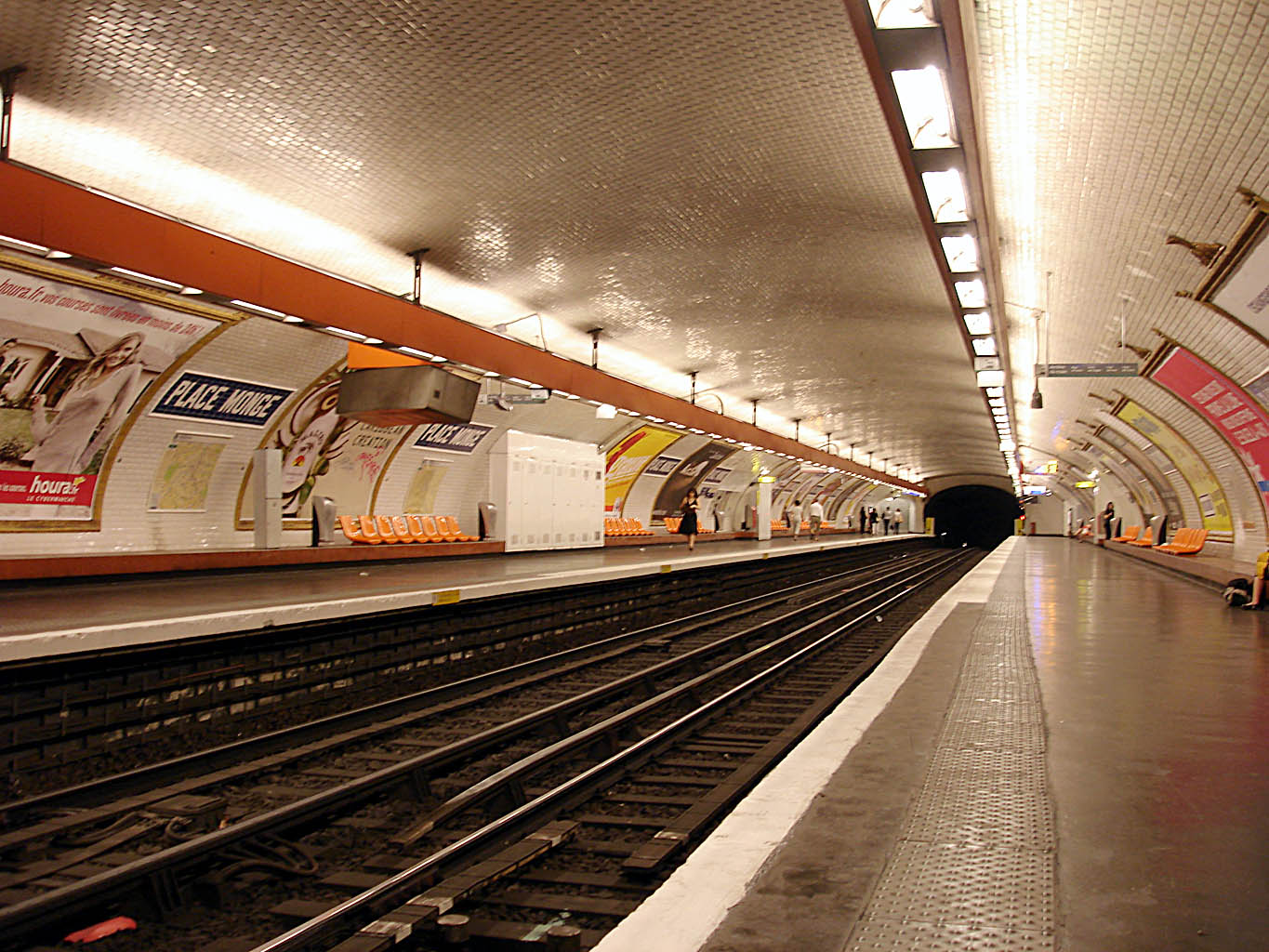
Perony, widok w kierunku południowym
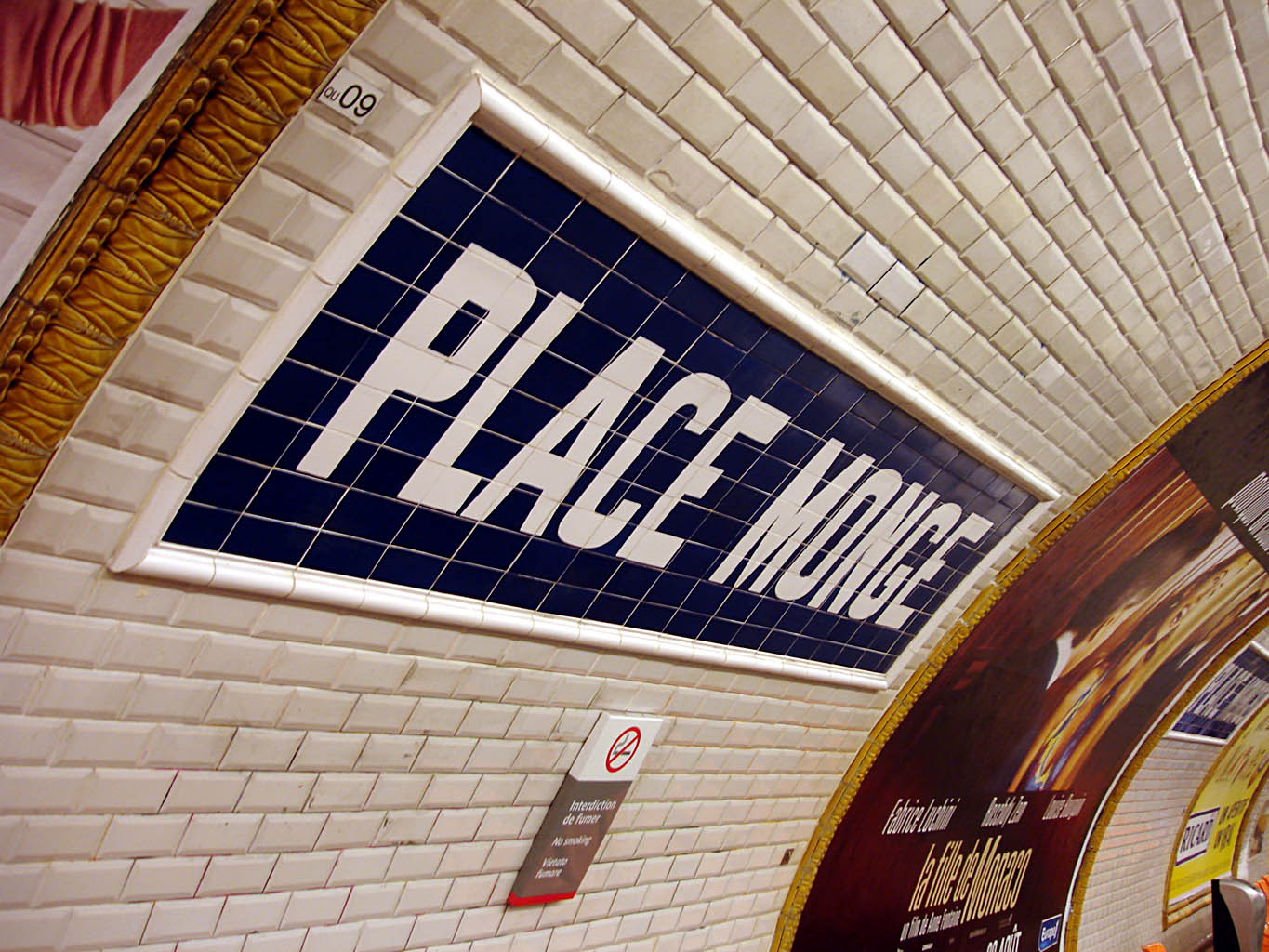
Nazwa stacji na płytkach ceramicznych